# Олександрівська лікарня (Харків)
Олександрівська лікарня — міська лікарня в Харкові, побудована у 1869 році. Розташована в центральній частині міста в районі залізничного Південного вокзалу на вулиці Благовіщенська, 25.

## Заснування лікарні
У середині XIX століття гостро постало питання з лікуванням зростаючої кількості населення міста. Сабурова дача була переповнена, університетські клініки могли прийняти дуже обмежену кількість хворих, лікарня Медичного товариства, що виникла дещо раніше в 1863 році мала тільки амбулаторію, послуги практикуючих лікарів могли собі дозволити тільки заможні жителі. Бідніше населення міста взагалі не могло отримати стаціонарне лікування — лікувалися переважно вдома.
25 травня 1867 року в Парижі відбувся замах на імператора Олександра II. Харків'яни вирішили увічнити пам'ять про спасіння царя будівництвом лікарні, розрахованої на найбідніші верстви населення. Ініціатором будівництва виступив міський голова М. Д. Шатунов. Його ідею підтримав губернатор Петро Павлович Дурново, який зробив великий внесок у розмірі 25 тисяч рублів на будівництво лікарні і запропонував її назвати Олександрівською. Він же став довічним почесним піклувальником лікарні, після закінчення її будівництва. Забезпечені громадяни робили благодійні внески, міська дума також підтримала будівництво, виділивши на неї кошти з бюджету. є
Відкриття лікарні відбулося 30 серпня 1869 року, статут був затверджений через кілька днів 7 вересня. Лікарня розмістилася в новому кам'яному будинку на Благовіщенській вулиці № 25 (нині вулиця Карла Маркса) біля Тюремної площі. На цьому місці до 1840-х років знаходився інститут благородних дівиць, а після його переїзду стара будівля використовувалася як казарми внутрішньої варти.

## Історія
Лікарня була розрахована на прийом хворих всіх станів і віросповідань з усіма захворюваннями, за винятком психічних. Головний же контингент — незаможне населення і робітники. Також у ній лікувалися приїжджі — залізниця направляла сюди своїх хворих. Іноді доводилося лікувати і військовослужбовців, незважаючи на те, що в місті був окремий військовий госпіталь — під час російсько-турецької війни 1877—1878 років тут лікувалося близько 500 поранених та хворих, доставлених з фронту. Крім стаціонару, у лікарні також діяла амбулаторія з безкоштовною видачею ліків.
На момент відкриття в 1869 році лікарня мала всього 100 ліжко-місць і відразу ж зіткнулася з перевантаженістю та необхідністю розширення. Вже у 1873 році лікарняні приміщення були розширені, що дозволило додати ще 30 ліжок. У 1878 році чергове розширення на 30 ліжок до 160 ліжок. Після відмови земства в прийомі зайвих хворих на Сабуровій дачі, в якій в основному лікувалися хворі з губернії, Олександрівська лікарня була розширена в 1882 році до 220 ліжок. Епідемія черевного тифу, яка сталася у Харкові в 1889 році, змусила місто відкрити додаткове відділення на 36 ліжок. А в 1891 році було найняте приміщення на 40 ліжок. З епідемією висипного тифу в 1892 році при губернській земській лікарні було відкрито відділення Олександрівської лікарні спочатку на 60, а потім і на 75 ліжок.
До кінця XIX століття основне приміщення лікарні вміщало 240 ліжок. Але через хронічну переповненість, міською думою було прийнято рішення в 1895 році про будівництво Миколаївської лікарні, розташованої в східній частині міста на Корсиковській вулиці. Відкриття цієї лікарні у 1900 році дозволило зняти частину навантаження з Олександрівської.
У 1905 році в лікарні вже було 260 ліжко-місць. 
До 1915 році кількість ліжок Олександрівської лікарні перевищила 300..
В післяреволюційний час лікарня була перейменована і стала називатися Перша радянська лікарня імені Леніна. У 1989 році вона була перейменована на Центральну районну клінічну ордена «Знак Пошани» лікарню Ленінського району. 2001 року 27 сесія Харківської міської ради перетворила ТМО Ленінського району на комунальний заклад охорони здоров'я «Міська клінічну лікарню № 1».
У 2016 році корпуси лікарні були викуплені приватною клінікою Імплант, що спеціалізується на штучному заплідненні. Вже декілька років триває реконструкція і перебудова старих будівель.

## Фінансування
З моменту заснування лікарні на її утримання збирався обов'язковий щорічний пятидесятикопійковий збір з усіх фабричних і заводських робітників, чорноробів, домашньої прислуги, візників і торговців. При відвідуванні ними лікарні плата з них не стягувалася. Особи, які не належали до робітничого класу могли отримати лікування, оплативши його. Місто постійно виділяло кошти на утримання і розширення лікарні. Також багато жертвували приватні особи.
Збір спочатку оплачувався в самій лікарні, натомість видавався лікарняний квиток, який давав право не безкоштовне надання допомоги в лікарні протягом року. Нерідко збір сплачувався лише перед зверненням до лікарні, купувався один квиток на всю артіль, що призводило до постійного недобору коштів. У подальшому збір був збільшений до 1 рубля в рік і почав оплачуватися в поліцейських відділеннях. Особи, які не оплатили лікарняний збір не могли прописати паспорт.
З 1869 року по 1 січня 1902 року на фінансування лікарні було зібрано лікарняного збору на суму понад 660 тисяч рублів і міське фінансування склало ще близько 700 тисяч. Загальний же обсяг коштів з усіх джерел, отриманих та витрачених лікарнею за цей період склав більше 1 млн 750 тисяч рублів. Також лікарня до початку XX століття мала недоторканний капітал у розмірі 100 тисяч рублів, цілеспрямовано пожертвуваний приватними особами на утримання безкоштовних ліжок та забезпечення хворих.
Після Жовтневого перевороту в Росії 1917 року та встановлення радянської влади лікарня стала повністю фінансуватися за рахунок державних коштів.